# John Tinniswood
John Alfred Tinniswood (Liverpool, 26 de agosto de 1912 – Southport, 25 de novembro de 2024) foi um supercentenário britânico que, aos 112 anos e 91 dias, foi o homem vivo verificado mais velho do mundo desde a morte de Shi Ping, da China, em 29 de junho 2024.

## Vida pessoal
John Alfred Tinniswood nasceu em 26 de agosto de 1912 em Liverpool, Inglaterra. Durante a Segunda Guerra Mundial, ele não pôde se alistar como soldado devido à sua visão deficiente e, como resultado, ocupou um cargo administrativo no Royal Army Pay Corps como contador e auditor.  Ele também esteve envolvido em tarefas logísticas, como localizar soldados retidos e organizar o fornecimento de alimentos.  Ele conheceu sua futura esposa, Blodwen (nascida Roberts), em um baile durante a guerra; eles se casaram em 1942 e sua única filha, Susan, nasceu em 1944. Tinniswood passou a trabalhar como contador para Royal Mail, Shell-Mex e BP antes de se aposentar em 1972.  Blodwen morreu de câncer de pulmão em 1986, após 44 anos de casamento. 
No seus últimos anos, Tinniswood mudou-se para uma casa de repouso em Southport, Merseyside. Na comemoração de  110º anos, em agosto de 2022, foi acompanhado por uma apresentação de música ao vivo em sua residência, e ele também recebeu um relógio em homenagem ao Liverpool FC, do qual Tinniswood é um grande fã. Em abril de 2024, ele tinha quatro netos e três bisnetos.

## Saúde e longevidade
John Tinniswood se tornou o britânico mais velho vivo em 25 de setembro de 2020, após a morte de Harry Fransman, de 108 anos. Nas entrevistas que foram concedidas no período que ele comemorou seus 109 e 111 anos, afirmou que a chave para a sua longevidade era a "moderação". Depois de receber o certificado do Guinness World Records por ser o homem mais velho do mundo, ele também afirmou que sua longevidade era "pura sorte" e que "ou você vive muito ou vive pouco, e não pode fazer muito a respeito".
Ele tornou-se o homem mais velho vivo da Europa em 7 de janeiro de 2024, após a morte de André Ludwig, da França, que tinha 111 anos.  Em 2 de abril de 2024, após a morte de Juan Vicente Pérez, um Venezuelano, de 114 anos,   ele se tornou o homem vivo validado mais velho do mundo e recebeu o reconhecimento do Guinness World Records dois dias depois.   Devido ao seu papel administrativo e logístico durante a Segunda Guerra Mundial, ele também foi considerado "o veterano masculino sobrevivente da Segunda Guerra Mundial mais velho do mundo". 
Morreu em Southport, em 25 de novembro de 2024, aos 112 anos.